# OT Logistics

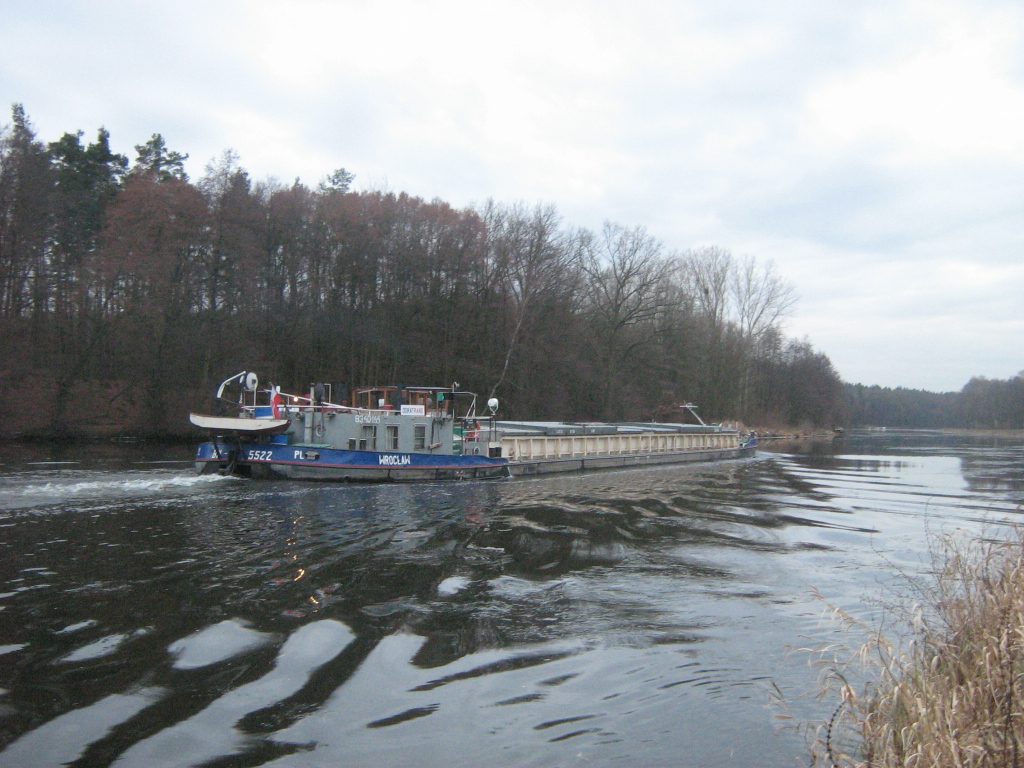
Barka Odratrans BM-5522 na Kanale Odra-Hawela

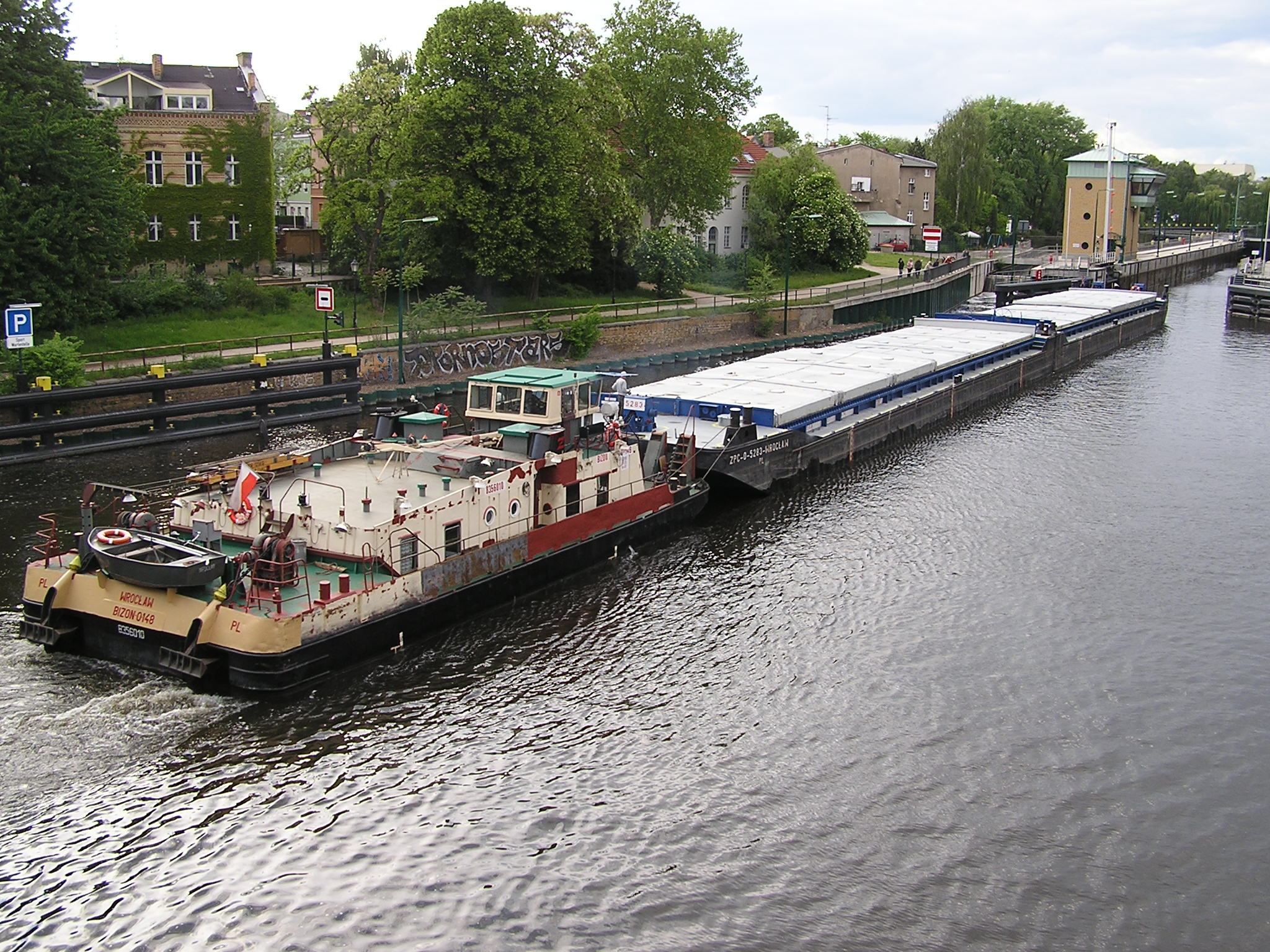
Pchacz Odratrans Bizon B-O-148 z barkami na śluzie wodnej w Spandau

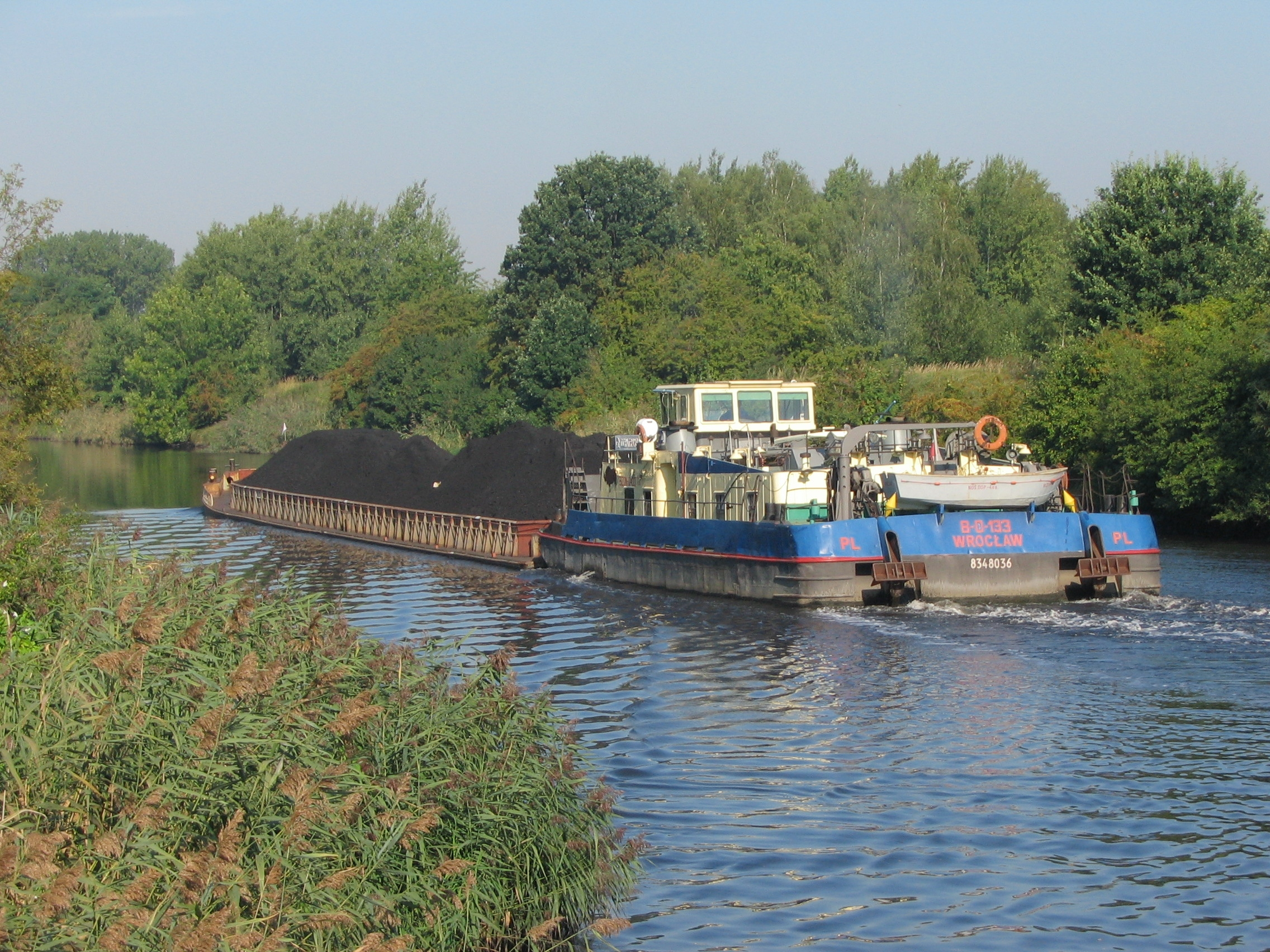
Pchacz Odratrans Bizon B-O-133 z barką na Kanale Gliwickim

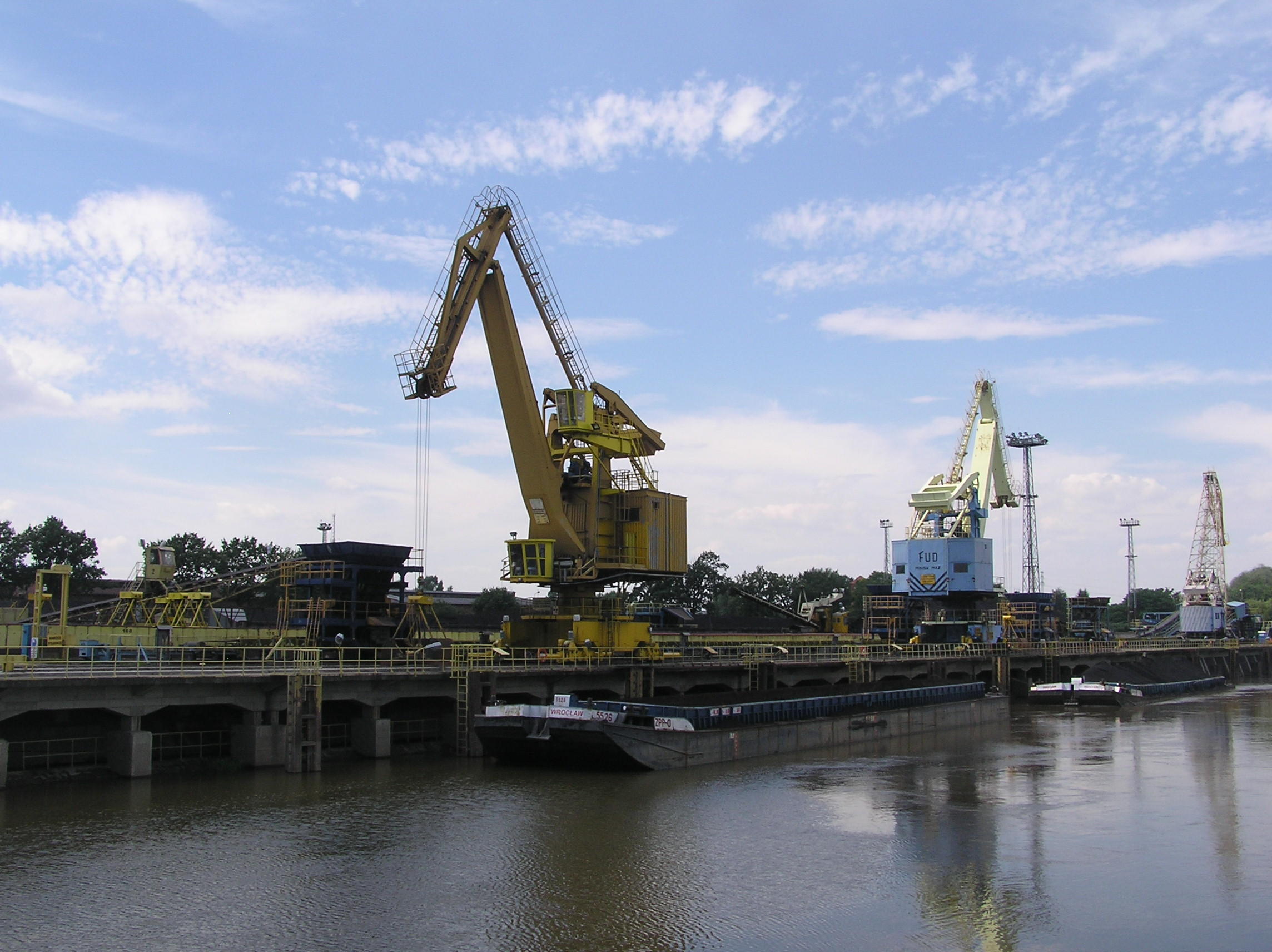
Barki Odratrans we Wrocławiu na przeładowni Elektrociepłowni Wrocław

OT Logistics S.A. – polska spółka akcyjna, zajmująca się transportem, spedycją i logistyką. Największy w Polsce i jeden z największych w Europie przewoźników zajmujących się żeglugą śródlądową. Od 2013 roku spółka jest notowana na GPW w Warszawie. Głównym jej akcjonariuszem jest fundusz private equity I Fundusz Mistral (60,99% akcji). Siedziba spółki OT Logistics znajduje się w Szczecinie.

## Charakterystyka
OT Logistics jest spółką dominującą grupy kapitałowej, w której skład wchodzi 26 przedsiębiorstw. Działalność przedsiębiorstwa ma charakter międzynarodowy. W rankingu opracowanym przez redakcję tygodnika Wprost „200 największych polskich firm” Grupa kapitałowa OT Logistics uplasowana została na 158. pozycji, a na „Liście 500 Największych Firm Rzeczpospolitej” zajęła 376. miejsce.
OT Logistics jest jednym z największych przedsiębiorstw na rynku śródlądowego transportu rzecznego w Europie. Przedsiębiorstwo stanowi bezpośrednią kontynuację działalności przewoźników żeglugi śródlądowej: Polska Żegluga na Odrze, Przedsiębiorstwo Państwowe Żegluga na Odrze i Odratrans. Wykonuje 80% przewozów śródlądowych w Polsce i 40% w Niemczech. Jest właścicielem floty składającej się z około 800 jednostek śródlądowych o nośności ponad 300 000 ton. Usługi świadczone przez spółkę obejmują głównie obszar: Niemiec, Belgii, Holandii, Austrii oraz państw Europy Środkowo-Wschodniej – Polski, Czech, Słowacji, Węgier. Miejsce świadczenia usług w Polsce to głównie rzeka Odra. W innych państwach Unii Europejskiej aktywność przedsiębiorstwa obejmuje przede wszystkim Kanał Odra-Hawela, Łabę w kierunku portu w Hamburgu, Kanał Śródlądowy, port Rotterdam i port Antwerpia. W krajach wschodnioeropejskich działalność skupia się na rozwoju centrum logistycznego w Świsłoczy oraz na żegludze międzynarodowej po Zalewie Wiślanym.
OT Logistics jest jednym ze znaczących w kraju operatorów przeładunków w portach morskich. Jest właścicielem terminali przeładunkowych: OT Port Świnoujście (uniwersalny port będący największym centrum obsługi ładunków masowych na polskim wybrzeżu), OT Port Gdynia (najbardziej uniwersalny terminal morski na wschodnim wybrzeżu, z jedynym w Polsce nabrzeżem dla statków typu ro-ro), OT Port Kołobrzeg (6. pod względem wielkości port morski w Polsce), OT Port Wrocław (port śródlądowy w sercu Wrocławia), Port Śródlądowy w Opolu (usytuowany nad kanałem Odry, nieopodal głównych tras komunikacyjnych). W 2015 roku została również sfinalizowana umowa z Zarządem Morskiego Portu Gdańsk na dzierżawę Portu Zewnętrznego na 30 lat, gdzie planowana jest budowa największego na południowym Bałtyku terminalu do obsługi. W 2015 r. sfinalizowano również zakup przez OT Logistics ponad 20% udziałów w spółce zarządzającej portem w Rijece w Chorwacji.
OT Logistics realizuje strategię One-Stop-Shop, która polega na oferowaniu pełnego łańcucha usług logistycznych bez względu na typ ładunku i środek transportu. Jest również organizatorem przewozów intermodalnych umożliwiających przewóz towarów w tej samej jednostce ładunkowej lub pojeździe przy wykorzystaniu kilku różnych środków transportu – morskiego, kolejowego, drogowego. Grupa Kapitałowa OT Logistics opiera część swojej działalności spedycyjno-transportowej o spółkę C.Hartwig Gdynia S.A. (najstarszy polski spedytor, funkcjonujący w branży od 1858 roku) oraz Sealand Logistics (jeden z liderów spedycji kontenerowej w Polsce). OT Logistics oferuje przewozy drogowe wszystkimi rodzajami samochodów oraz naczep.
Spółka obsługuje kompleksowo również przewozy kolejowe na terenie całej Europy za pośrednictwem spółek OT Rail, Rentrans International Spedition, Grupy STK S.A. oraz Kolei Bałtyckiej.

## Historia

### PŻnO
Polska Żegluga na Odrze Sp. z o.o. powstała w 1946 roku na mocy uchwały Rady Ministrów. Siedzibą spółki został wyznaczony Wrocław, a udziałowcami w niej były: Polskie Drogi Wodne, Centrala Zbytu Produktów Przemysłu Węglowego, Centrala Przemysłu Hutniczego, Zjednoczenie Fabryk Cementowych, Centrala Produktów Naftowych, samorząd miasta Wrocławia, samorząd miasta Szczecina i samorząd miasta Poznania. Celem powołania spółki było prowadzenie i rozwój polskiej żeglugi towarowej na Odrzańskiej Drodze Wodnej.
Polska Żegluga na Odrze zastąpiła w swojej funkcji tymczasowy organ administracyjny – Komisariat Żeglugi na Odrze, który istniał w latach 1945–1946. Spółka posiadała oddziały w: Gliwicach, Wrocławiu i Szczecinie oraz ekspozytury w: Gliwicach, Koźlu, Opolu, Malczycach, Głogowie, Kostrzynie, Świnoujściu i Poznaniu. Zarządzała ponadto wszystkimi stoczniami odrzańskimi. Głównym ładunkiem przewożonym w tym czasie przez PŻnO był węgiel kamienny wydobywany w kopalniach na Górnym Śląsku, a dostarczany do elektrowni położonych wzdłuż Odry. Ponadto przedsiębiorstwo zajmowało się wydobywaniem z rzek wraków barek i statków oraz ich remontem. Zakładano, że w przyszłości spółka będzie realizować przewozy importowanych ze Szwecji rud żelaza.

### PPŻnO
Słabe wyniki ekonomiczne PŻnO wywołane niekorzystną umową podpisaną ze stroną radziecką i konieczność dopłat do frachtu z budżetu państwa spowodowały, że w 1948 roku spółka została przekształcona w wielozakładowe przedsiębiorstwo państwowe. W 1949 roku, w związku reorganizacją żeglugi śródlądowej, przedsiębiorstwo Państwowa Żegluga na Odrze włączono do Państwowej Żeglugi Śródlądowej. Centralne zarządzanie z Warszawy także jednak przynosiło starty. Decyzją Ministra Żeglugi z 1951 roku przywrócono więc Przedsiębiorstwo Państwowe Żegluga na Odrze. Nowy podmiot miał główną siedzibę dyrekcji we Wrocławiu oraz placówki w: Krośnie, Nowej Soli, Kostrzynie, Szczecinie, a także porty w: Gliwicach, Koźlu, Wrocławiu, Opolu, Malczycach, Cigacicach, warsztaty stoczniowe w Osobowicach, Malczycach oraz bazę remontową w Nowej Soli.
W latach 1951–1953 PPŻnO borykało się z problemami, m.in.: brakami w kadrze załóg pływających, brakami w dostawach nowym jednostek pływających, stagnacją i zahamowaniem tempa wzrostu odrzańskich przewozów. Po 1954 roku nastąpiły jednak pewne zmiany. Wprowadzono do eksploatacji nowe jednostki, żeglugę całodobową, podjęto pionierskie eksperymenty z wykorzystaniem pchaczy i rozpoczęto dochodowe przewozy w relacjach zagranicznych. Eksportowano w tym czasie główne węgiel kamienny do NRD i Berlina Zachodniego.
W 1956 roku wprowadzono w PPŻnO nową strukturę organizacyjną. Zostały zmienione zespoły portowe, powołano przedstawicielstwo przedsiębiorstwa w Berlinie. W 1957 roku zaczęto handlować żwirem pozyskiwanym podczas prac hydrotechnicznych z dna Odry. W 1957 roku PPŻnO rozpoczęło przewozy rudy i fosforytów do Czechosłowacji, a w 1958 roku podjęto decyzję o budowie nowoczesnej floty. Ruszyła w tym czasie seryjna produkcja barek motorowych typu BM-500.
Po 1960 roku nastąpił wzrost przewozów. Przedsiębiorstwo Państwowe Żegluga na Odrze systematycznie wprowadzało nowe barki motorowe, a także jako pierwszy w Europie armator zestawy pchane. W 1962 roku na wyposażenie floty PPŻnO wszedł pierwszy seryjny polski pchacz rzeczny typu Tur, a w 1965 roku – Bizon. Wykorzystanie jednostek zespolonych stało się zasadniczym czynnikiem warunkującym szybki rozwój tanich przewozów drogami wodnymi.
Podstawową relacją przewozową w kraju była wówczas trasa z Gliwic do Szczecina i Świnoujścia w dół rzeki i z powrotem. Głównymi klientami, poza elektrociepłowniami i gazowniami, były m.in.: Nadodrzańskie Zakłady Przemysłu Organicznego Rokita, Wrocławskie Zakłady Włókien Sztucznych, a także przedstawicielstwa handlu opałem w Szczecinie i we Wrocławiu. Wożono na Odrzańskiej Drodze Wodnej: węgiel kamienny, koks, rudy żelaza, fosforyty, kruszywa budowlane.
Lata 60. XX wieku były okresem dalszego rozwoju przewozów międzynarodowych. Jednostki Żeglugi na Odrze pływały do: Belgii, Czechosłowacji, Holandii, NRD, RFN, Szwajcarii. Transportowano za granicę m.in.: węgiel kamienny, blachę, walcówkę, kruszywa, siarkę, płatki ziemniaczane, suszone buraki. Prowadzono ponadto Odrą przewozy tranzytowe z zespołu portowego Szczecin–Świnoujście do Czechosłowacji.
W 1962 roku przygotowano nową organizację wewnętrzną przedsiębiorstwa. Reforma przeprowadzona w 1963 roku polegała na powołaniu trzech rejonów portowych (Koźle, Wrocław, Szczecin). Utworzono również bazę remontową w Nowej Soli i warsztaty stoczniowe Osobowice–Malczyce. Kolejna reorganizacja miała miejsce w 1965 roku. Rejony zostały przemianowane na oddziały. Oddziały uzyskały uprawnienia do prowadzenia inwestycji centralnych, zjednoczenia i własnych jako inwestorzy. Jednocześnie baza remontowa w Nowej Soli i warsztaty stoczniowe Osobowice-Malczyce zostały wyłączone z przedsiębiorstwa i przeniesione pod zarząd Remontowej Stoczni Rzecznej we Wrocławiu. Kolejne zmiany przeprowadzono jeszcze w 1966 i 1968 roku. Ostatnia reforma przyniosła wprowadzenie żeglugi szesnastogodzinnej, a w przewozach lokalnych kruszywa w rejonie Wrocławia i Koźla – żeglugi całodobowej. Pod koniec lat sześćdziesiątych XX wieku wycofywano z eksploatacji w PPŻnO holowniki, a jednostki armatora stanowić zaczęły wyłącznie barki i pchacze.
Lata siedemdziesiąte XX wieku były okresem korzystnym dla rozwoju PPŻnO. Przedsiębiorstwo weszło w tę dekadę z nowoczesną jak na ówczesne czasy flotą. Aktywizacja gospodarki PRL i liczne inwestycje w infrastrukturę przemysłową przyczyniły się do wzrostu zapotrzebowania na transport. Wrocław, gdzie znajdowała się siedziba główna zarządu PPŻnO, stał się wielkim ośrodkiem żeglugi śródlądowej. Korzystało z tego przedsiębiorstwo, które stało się najbardziej dynamicznie rozwijającym się przewoźnikiem żeglugi śródlądowej w Europie.
W 1982 roku został uchwalony nowy statut PPŻnO. Postanowiono w nim, że przedsiębiorstwo będzie działało w ekonomicznej niezależności od państwa. W 1990 roku, po zmianach ustrojowych w Polsce, przedsiębiorstwo próbując dostosować się do nowych czasów sprzedało część nieproduktywnego majątku. Rozpoczęto w nim zmiany w kierunku restrukturyzacji i prywatyzacji.

### Odratrans
W 1992 roku Przedsiębiorstwo Państwowe Żegluga na Odrze zostało przekształcone w jednoosobową spółkę skarbu państwa – Odratrans S.A.. Od 1994 roku rozpoczęto budowę grupy kapitałowej Odratrans. W latach 1994–2004 powstały spółki zależne: Odratrans-Porty Sp. z o.o., Odratrans-Stocznia Sp. z o.o. i Odra Logistics Sp. z o.o.. Ponadto Odratrans stała się współwłaścicielem Przedsiębiorstwa Polska Żegluga Śródlądowa Sp. z o.o., będącego sukcesorem Zjednoczenia Żeglugi Śródlądowej. W 1998 roku wprowadzono system wydzierżawiania floty załogom pływającym.
W 1995 roku rozpoczęto proces prywatyzacji spółki Odratrans. Główny pakiet akcji przekazany został na rzecz NFI. W 2003 roku większościowy akcjonariusz – VII NFI sprzedał posiadane udziały spółkom Izo-Erg Sp. z o.o. i Izo-Invest Sp. z o.o.. Wkrótce spółka Zakłady Tworzyw Sztucznych Izo-Erg S.A. skupiła kolejne akcje od pozostałych funduszy inwestycyjnych, Skarbu Państwa oraz pracowników. W 2004 roku Odratrans stała się częścią grupy kapitałowej Izo-Erg-Odratrans-Żegluga Bydgoska.
W 2004 roku Odratrans przejęła pakiet kontrolny akcji w Żegludze Bydgoskiej S.A. Stała się tym samym największym przewoźnikiem żeglugi śródlądowej w Polsce. W 2007 roku nabyła niemiecką spółkę Deutsche Binnenreederei AG. Kupując ją stała się największym przedsiębiorstwem żeglugi śródlądowej pod względem wielkości floty w Europie. W tym samym roku 18,9% akcji spółki Odratrans nabył luksemburski fundusz NPN II S.a.r.l.
W 2008 roku spółka Odratrans zakupiła 40% akcji Portu Handlowego Świnoujście Sp. z o.o. i weszła na rynek usług przeładunkowych w portach morskich. Ponadto stała się udziałowcem przedsiębiorstwo spedycyjnych Rentrans Cargo Sp. z o.o. i Rentrans International Spedition Sp. z o.o.

### Powstanie OT Logistics
W 2009 roku głównym akcjonariuszem w Odratrans stał się I Fundusz Mistral S.A. W tym czasie zdecydowano o przeprowadzeniu głębokiej restrukturyzacji spółki, zmieniono jej biznesowy wizerunek, a także podjęto plan zmiany nazwy, aby lepiej oddawała profil działalności na rynkach międzynarodowych.
W 2010 roku przeniesiono siedzibę spółki z Wrocławia do Szczecina. Dokonano konsolidacji Odratrans i Żeglugi Bydgoskiej. W 2012 roku zmieniono oficjalnie nazwę spółki na OT Logistics S.A.

### Rozwój grupy OT Logistics, debiut giełdowy
W kwietniu 2012 roku OT Logistics S.A. powołała spółkę OT Porty Morskie S.A. w celu prowadzenia i zarządzania planowanymi inwestycjami w zakresie działalności w portach morskich. We wrześniu 2012 roku spółka nabyła kolejne 46,23% udziałów spółki Port Handlowy Świnoujście Sp. z o.o., stając się jego większościowym właścicielem.
Spółka zadebiutowała na rynku równoległym Warszawskiej Giełdy Papierów Wartościowych 18 lipca 2013 roku.
3 stycznia 2014 roku OT Logistics S.A. nabyła 75% akcji spółki spedycyjnej C.Hartwig Gdynia S.A., zwiększając później swój udział do 87,9% w wyniku transakcji z maja i września tego roku. Następnie w 2020 OT Logistics sprzedała wszystkie swoje akcje C.Hartwig Gdynia niemieckiej grupie kapitałowej Rhenus Beteiligungen International GmbH.
26 czerwca 2014 roku OT Logistics zawarła umowę nabycia 100% kapitału w Bałtyckiego Terminala Drobnicowego Gdynia za ok. 58 mln zł. W tym samym roku zwiększyła udział w Porcie Handlowym Świnoujście do 94,57% poprzez wykup akcji od indywidualnych posiadaczy.
W kolejnych latach spółka kontynuowała procesy akwizycyjne, nabywając m.in. 20% akcji spółki zarządzającej portem w Rijece, największym portem morskim w Chorwacji, przewoźników kolejowych STK Group i Kolej Bałtycka oraz, pośrednio poprzez spółkę C.Hartwig Gdynia, firmę Sealand Logistics zajmującą się spedycją kontenerową. OT Logistics podpisała także umowę na 30-letnią dzierżawę z Zarządem Portu Morskiego Gdańsk.
W marcu 2017 roku OT Logistics zakończył negocjacje ze skarbem państwa w Czarnogórze mające na celu uzgodnienie warunków kupna 51% akcji przewoźnika kolejowego AD Montecargo i 30% akcji Luka Bar AD BAR, operatora portu w Bar w Czarnogórze. W kwietniu czarnogórska Rada ds. Prywatyzacji anulowała jednak oba przetargi. Zarząd OT Logistics przedstawił rządowi Czarnogóry potencjalne dalsze warunki, które jest w stanie zaoferować w ramach nowych przetargów czy ewentualnych rozmów w sprawie sprzedaży udziałów w obu czarnogórskich spółkach.
W kwietniu 2017 roku OT Port Gdynia, należący do Grupy Kapitałowej OT Logistics, uruchomił w gdyńskim porcie magazyn dedykowany ładunkom agro, który zwiększył potencjał przeładunkowy produktów rolnych w porcie – zgodnie ze strategią spółki.
W lipcu 2017 roku Grupa OT Logistics przywróciła regularny transport węgla na Odrę. Barki OT Logistics transportowały węgiel do Wrocławia z portu w Gliwicach.